# Leichtathletik-Weltmeisterschaften 2007/Dreisprung der Frauen

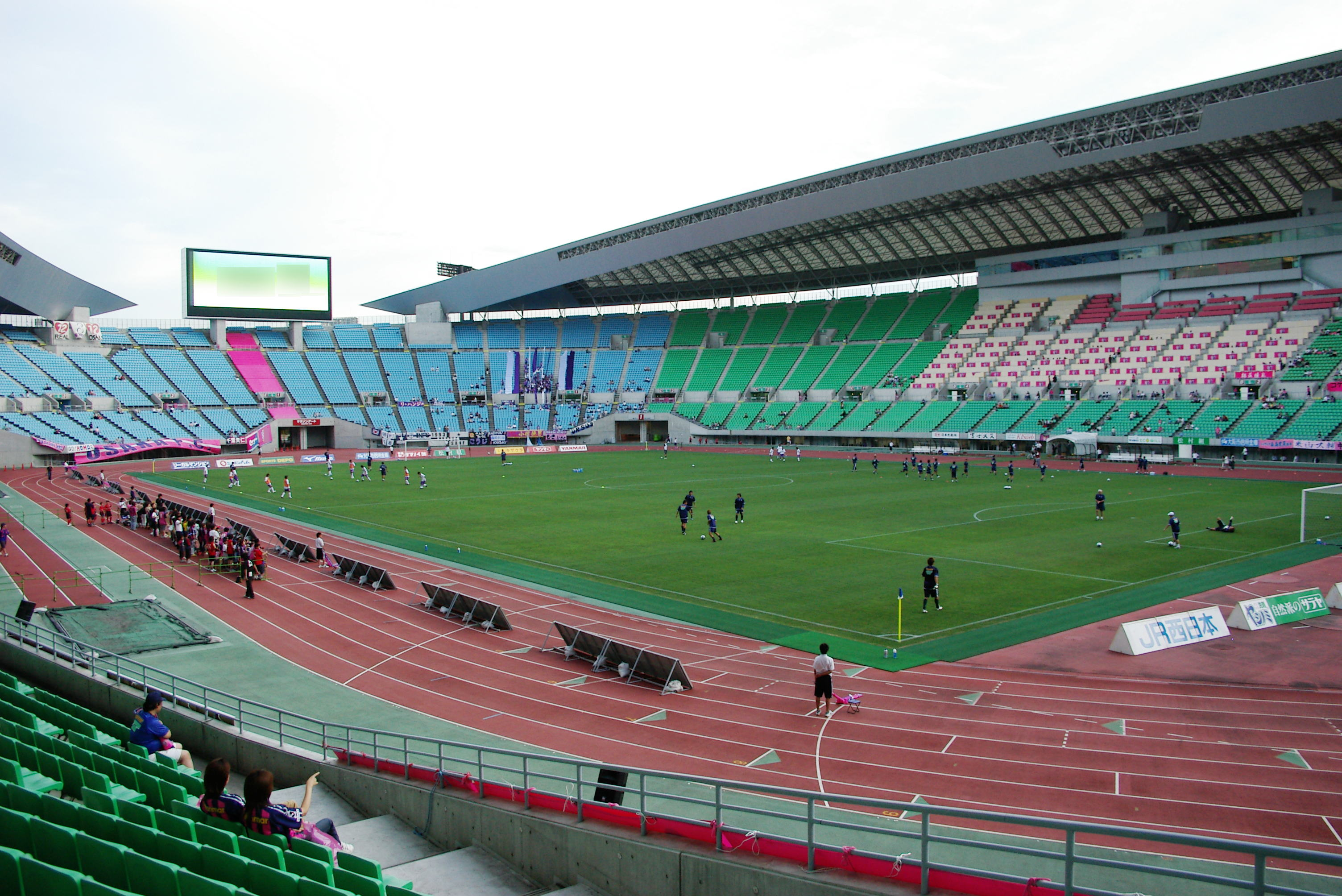
Das Nagai-Stadion in Osaka im Jahr 2004

Der Dreisprung der Frauen bei den Leichtathletik-Weltmeisterschaften 2007 wurde am 29. und 31. August 2007 im Nagai-Stadion der japanischen Stadt Osaka ausgetragen.
Weltmeisterin wurde die kubanische WM-Zweite von 2005 Yargelis Savigne, die im Weitsprung bei den Weltmeisterschaften 2005 außerdem Silber gewonnen hatte.

Auf den zweiten Platz kam die zweifache Weltmeisterin (2001/2003), Olympiazweite von 2000, Olympiadritte von 2004 und Europameisterin von 2006 Tatjana Lebedewa aus Russland. Sie war darüber hinaus die aktuelle Olympiasiegerin im Weitsprung und hatte auch hier drei Tage zuvor den Wettbewerb in dieser Disziplin für sich entschieden.

Bronze ging an die Slowenin Marija Šestak.

## Bestehende Rekorde
| Weltrekord               | 15,50 m | Inessa Krawez | WM 1995 in Göteborg, Schweden | 10. August 1995 |
| Weltmeisterschaftsrekord | 15,50 m | Inessa Krawez | WM 1995 in Göteborg, Schweden | 10. August 1995 |

Der bestehende WM-Rekord wurde bei diesen Weltmeisterschaften nicht eingestellt und nicht verbessert.
Im Finale am 31. August stellte Weltmeisterin Yargelis Savigne aus Kuba mit 15,28 m eine neue Weltjahresbestleistung auf.

## Doping
Hier gab es gleich zwei Athletinnen, die nachträglich wegen positiver Dopingproben disqualifiziert wurden:
- Chrysopigi Devetzi (Griechenland) – zunächst mit 15,04 m auf dem dritten Platz. Ihr wurden ihre Resultate vom 31. August, 2007 bis 30. August, 2009 aberkannt. Darüber hinaus hatte sie eine zweijährige Sperre hinzunehmen.[2]
- Anna Pjatych (Russland) – mit 14,88 m zunächst Vierte. Sie erhielt aufgrund von Dopingmissbrauch im Jahr 2017 eine vierjährige Sperre, rückwirkend gültig ab dem 15. Dezember 2016. Unter anderem ihr bei diesen Weltmeisterschaften erzieltes Resultat wurde annulliert.[3]

Leidtragende waren in erster Linie fünf Athletinnen.
- Eine Sportlerin, die ihre Medaille erst mit Verspätung erhielt:
  - Marija Šestak (Slowenien) – Sie konnte außerdem nicht an der Siegerehrung teilnehmen.
- Zwei Sportlerinnen, denen im Finale drei weitere Sprünge zugestanden hätten:
  - Keila Costa (Brasilien)
  - Olessja Bufalowa (Russland)
- Zwei Sportlerinnen, die über ihre erzielten Weiten zur Teilnahme am Finale berechtigt gewesen wären:
  - Carlota Castrejana (Spanien)
  - Athanasia Perra (Griechenland)

## Windbedingungen
In den folgenden Ergebnisübersichten sind die Windbedingungen zu den einzelnen Sprüngen benannt. Der erlaubte Grenzwert liegt bei zwei Metern pro Sekunde. Bei stärkerer Windunterstützung wird die Weite für den Wettkampf gewertet, findet jedoch keinen Eingang in Rekord- und Bestenlisten.

## Legende
Kurze Übersicht zur Bedeutung der Symbolik – so üblicherweise auch in sonstigen Veröffentlichungen verwendet:
| – | verzichtet                            |
| x | ungültig                              |
| r | Wettkampf nicht fortgesetzt (retired) |

## Qualifikation
29. August 2007, 19:30 Uhr

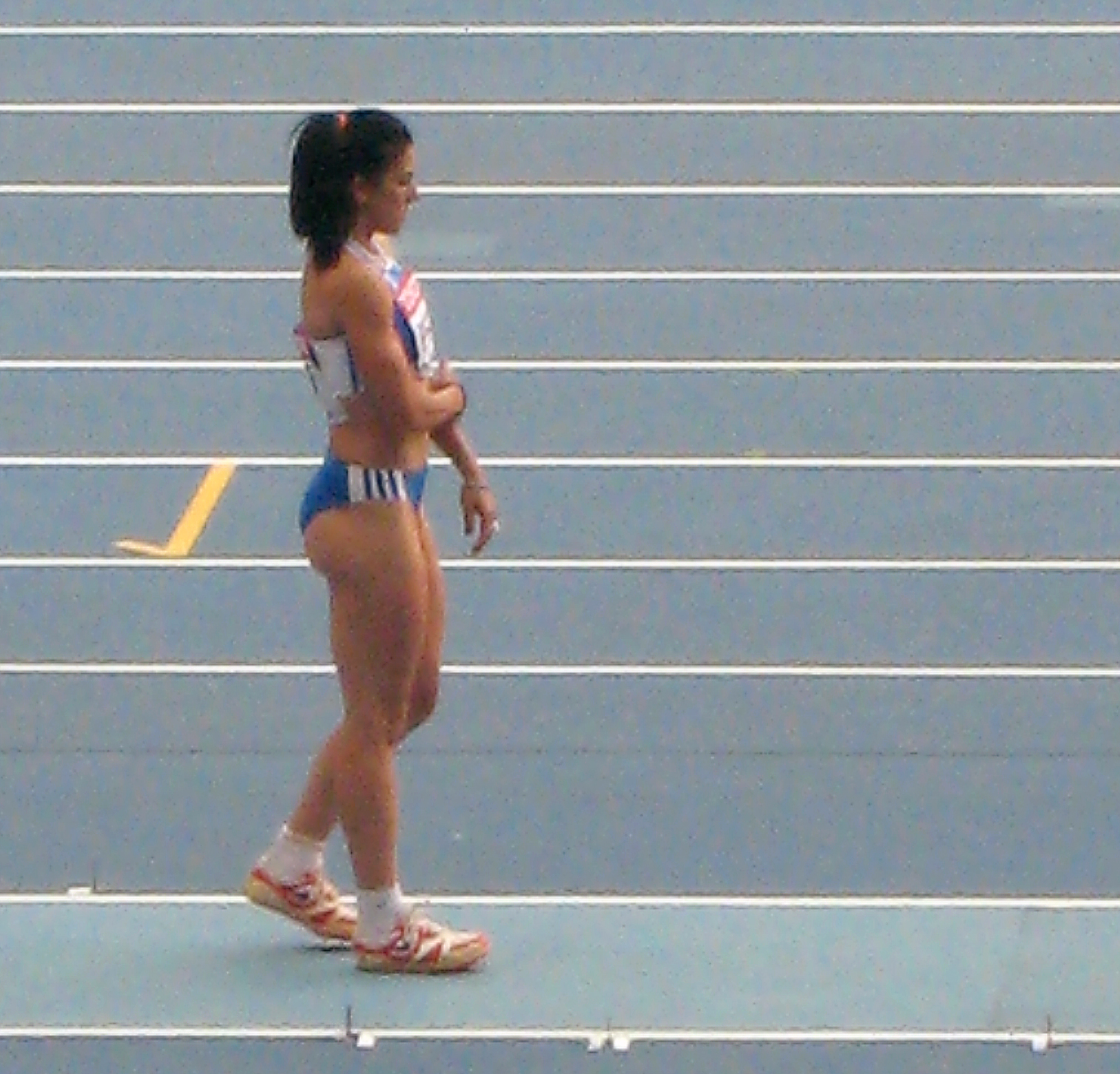
Athanasia Perra scheiterte mit ihren 14,15 m in der Qualifikation nur, weil zwei Dopingbetrügerinnen vor ihr lagen

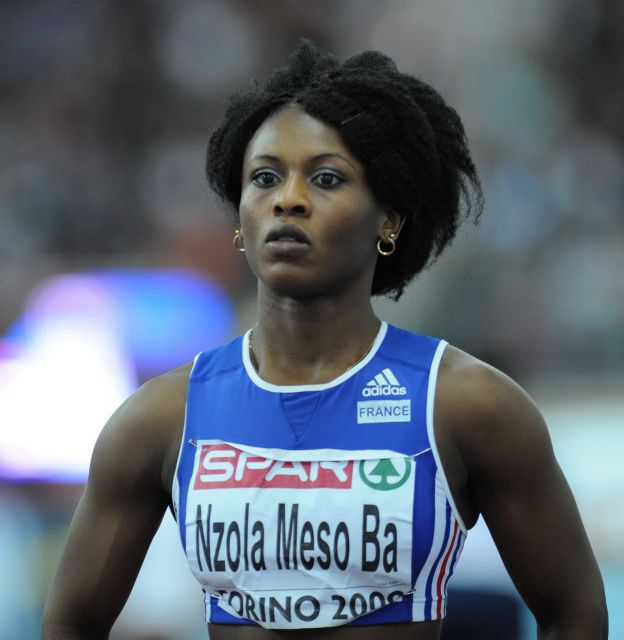
Teresa Nzola Meso erreichte mit 13,94 m nicht das Finale

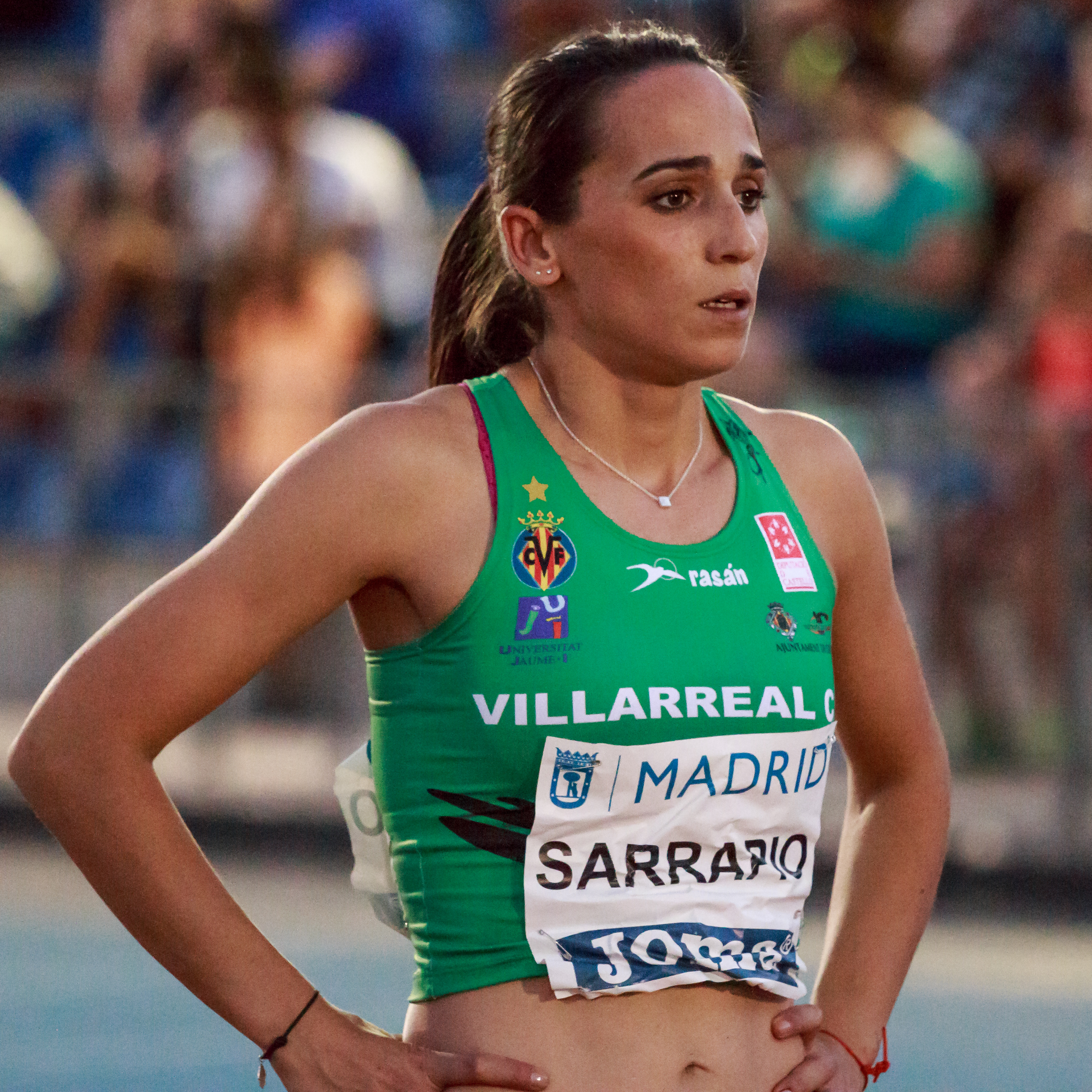
Patricia Sarrapios 13,55 m waren zu wenig, um im Finale dabei zu sein

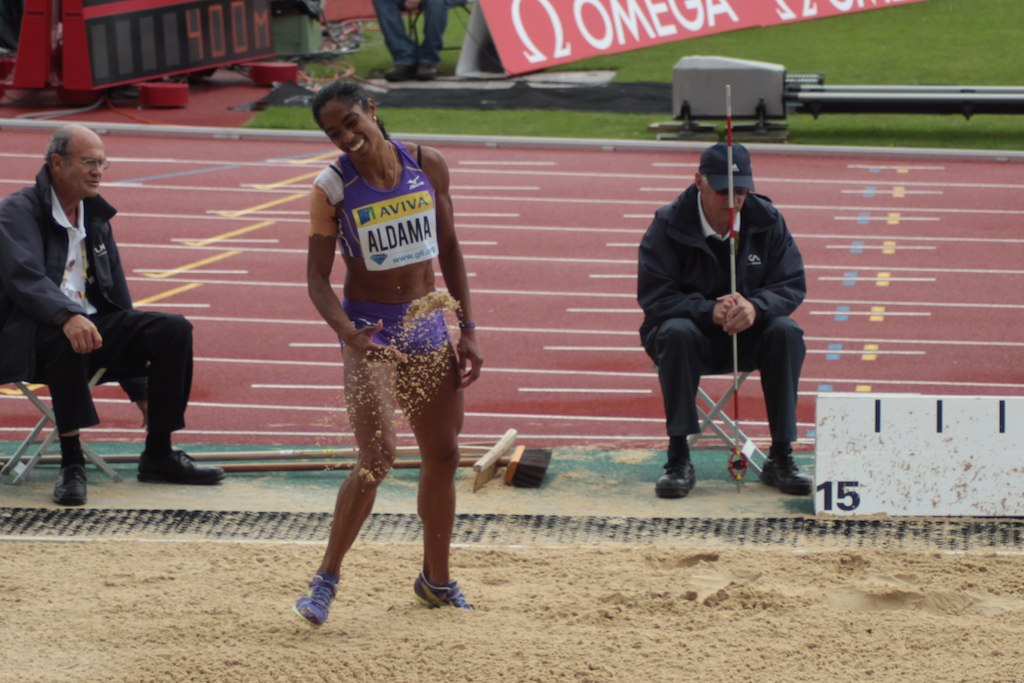
Yamilé Aldama, hier noch für den Sudan, später für Großbritannien am Start, schied mit 13,46 m in der Qualifikation aus

Dreißig Teilnehmerinnen traten in zwei Gruppen zur Qualifikationsrunde an. Die Qualifikationsweite für den direkten Finaleinzug betrug 14,40 m. Sieben Athletinnen übertrafen diese Marke (hellblau unterlegt). Das Finalfeld wurde mit den fünf nächstplatzierten Sportlerinnen auf zwölf Springerinnen aufgefüllt (hellgrün unterlegt). So mussten schließlich 14,20 m für die Finalteilnahme erbracht werden.

### Gruppe A
| Platz | Name                  | Nation              | Resultat (m)              | 1. Versuch (m) Wind (m/s) | 2. Versuch (m) Wind (m/s) | 3. Versuch (m) Wind (m/s) | Anmerkung                              |
| 1     | Yargelis Savigne      | Kuba                | 14,67                     | 14,67 / −0,3              | –                         | –                         |                                        |
| 2     | Marija Šestak         | Slowenien           | 14,58                     | 14,39 / +0,1              | x                         | 14,58 / +0,7              |                                        |
| 3     | Olga Rypakowa         | Kasachstan          | 14,41                     | 14,41 / −0,3              | –                         | –                         |                                        |
| 4     | Keila Costa           | Brasilien           | 14,36                     | x                         | 14,14 / +0,6              | 14,36 / +0,3              |                                        |
| 5     | Jana Velďáková        | Slowakei            | 14,20                     | x                         | 14,20 / −0,3              | x                         |                                        |
| 6     | Carlota Castrejana    | Spanien             | 14,16                     | 14,16 / ±0,0              | 14,06 / −0,4              | x                         | eigentlich für das Finale qualifiziert |
| 7     | Athanasia Perra       | Griechenland        | 14,15                     | 13,80 / +0,1              | 14,15 / −0,8              | x                         | eigentlich für das Finale qualifiziert |
| 8     | Adelina Gavrilă       | Rumänien            | 14,02                     | 14,02 / −0,3              | 13,41 / −0,4              | 13,94 / +0,5              |                                        |
| 9     | Teresa Nzola Meso     | Frankreich          | 13,94                     | 13,70 / −0,1              | 13,74 / −0,4              | 13,94 / +0,3              |                                        |
| 10    | Tânia da Silva        | Brasilien           | 13,81                     | x                         | 13,81 / −0,2              | x                         |                                        |
| 11    | Li Qian               | Volksrepublik China | 13,63                     | 13,63 / +0,7              | x                         | 13,29 / −0,2              |                                        |
| 12    | Trecia Smith          | Jamaika             | 13,47                     | 13,47 / −0,3              | r                         |                           |                                        |
| 13    | Anastasiya Juravlyeva | Usbekistan          | 13,31                     | x                         | 13,31 / ±0,0              | 12,25 / ±0,0              |                                        |
| 14    | Maria Natalia Londa   | Indonesien          | 12,94                     | 12,80 / −0,4              | 12,94 / +0,3              | x                         |                                        |
| 15    | Fumiyo Yoshida        | Japan               | 12,62                     | 12,62 / ±0,0              | 11,29 / −0,3              | x                         |                                        |
| DOP   | Anna Pjatych          | Russland            | für das Finale zugelassen | für das Finale zugelassen | für das Finale zugelassen | für das Finale zugelassen | für das Finale zugelassen              |

### Gruppe B
| Platz | Name                 | Nation              | Resultat (m)              | 1. Versuch (m) Wind (m/s) | 2. Versuch (m) Wind (m/s) | 3. Versuch (m) Wind (m/s) |
| 1     | Magdelín Martínez    | Italien             | 14,62                     | 14,62 / +0,2              | –                         | –                         |
| 2     | Tatjana Lebedewa     | Russland            | 14,57                     | 14,57 / +0,1              | –                         | –                         |
| 3     | Olha Saladucha       | Ukraine             | 14,43                     | 14,37 / +0,1              | 14,43 / −0,2              | –                         |
| 4     | Olessja Bufalowa     | Russland            | 14,40                     | 13,73 / −0,2              | 14,40 / −0,5              | –                         |
| 5     | Xie Limei            | Volksrepublik China | 14,34                     | x                         | 14,34 / −0,4              | 14,17 / −0,7              |
| 6     | Yarianna Martínez    | Kuba                | 14,01                     | 13,71 / −0,1              | 13,90 / +0,4              | 14,01 / ±0,0              |
| 7     | Shani Marks          | USA                 | 13,90                     | 13,82 / +0,2              | 13,50 / +0,2              | 13,90 / ±0,0              |
| 8     | Małgorzata Trybańska | Polen               | 13,90                     | 13,42 / −0,1              | 13,64 / +0,3              | 13,90 / +0,3              |
| 9     | Patricia Sarrapio    | Spanien             | 13,55                     | x                         | x                         | 13,55 / ±0,0              |
| 10    | Jelena Parfjonowa    | Kasachstan          | 13,52                     | x                         | 13,52 / −0,5              | x                         |
| 11    | Yamilé Aldama        | Sudan               | 13,46                     | 11,92 / −0,6              | 13,20 / −0,1              | 13,46 / −0,2              |
| 12    | Chinoye Ohadugha     | Nigeria             | 13,32                     | 13,01 / −0,2              | 13,11 / −0,4              | 13,32 / +0,7              |
| NM    | Marija Dimitrowa     | Bulgarien           | ogV                       | x                         | x                         | x                         |
| DOP   | Chrysopigi Devetzi   | Griechenland        | für das Finale zugelassen | für das Finale zugelassen | für das Finale zugelassen | für das Finale zugelassen |
| DNS   | Maurren Higa Maggi   | Brasilien           |                           |                           |                           |                           |

## Finale
31. August 2007, 19:30 Uhr
| Platz | Name               | Nation              | Resultat (m) | 1. Versuch (m) Wind (m/s) | 2. Versuch (m) Wind (m/s) | 3. Versuch (m) Wind (m/s) | 4. Versuch (m) Wind (m/s)                       | 5. Versuch (m) Wind (m/s)                       | 6. Versuch (m) Wind (m/s)                       |
| 1     | Yargelis Savigne   | Kuba                | 15,28 WL     | 15,28 / +0,9              | x                         | 14,74 / +2,1              | 14,73 / +1,4                                    | x                                               | –                                               |
| 2     | Tatjana Lebedewa   | Russland            | 15,07        | 14,75 / +0,4              | 14,79 / +0,5              | 14,78 / +0,3              | x                                               | 15,07 / +0,8                                    | 15,01 / +1,0                                    |
| 3     | Marija Šestak      | Slowenien           | 14,72        | 14,72 / +0,2              | 14,63 / +0,1              | 14,45 / +1,2              | 14,71 / +0,2                                    | 14,34 / +0,9                                    | 14,27 / +0,9                                    |
| 4     | Magdelín Martínez  | Italien             | 14,71        | x                         | 14,52 / ±0,0              | 14,71 / +1,3              | 14,52 / +0,5                                    | x                                               | 14,62 / +0,1                                    |
| 5     | Olha Saladucha     | Ukraine             | 14,60        | 14,60 / +0,7              | 14,34 / +0,5              | x                         | 14,36 / +1,5                                    | 14,22 / +1,4                                    | 14,16 / +0,2                                    |
| 6     | Xie Limei          | Volksrepublik China | 14,50        | 14,29 / −0,2              | 14,41 / +1,1              | 14,26 / −0,2              | 14,26 / +1,0                                    | 14,50 / +0,9                                    | 14,30 / +1,1                                    |
| 7     | Keila Costa        | Brasilien           | 14,40        | 14,40 / +1,1              | 13,82 / +1,4              | 14,24 / ±0,0              | eigentlich zu drei weiteren Sprüngen berechtigt | eigentlich zu drei weiteren Sprüngen berechtigt | eigentlich zu drei weiteren Sprüngen berechtigt |
| 8     | Olessja Bufalowa   | Russland            | 14,39        | 14,39 / +0,7              | 14,11 / +0,2              | x                         | eigentlich zu drei weiteren Sprüngen berechtigt | eigentlich zu drei weiteren Sprüngen berechtigt | eigentlich zu drei weiteren Sprüngen berechtigt |
| 9     | Olga Rypakowa      | Kasachstan          | 14,32        | 13,85 / +1,4              | 14,24 / +0,8              | 14,32 / +1,4              | nicht im Finale der besten acht Springerinnen   | nicht im Finale der besten acht Springerinnen   | nicht im Finale der besten acht Springerinnen   |
| 10    | Jana Velďáková     | Slowakei            | 14,09        | 14,09 / −0,1              | 14,00 / +0,5              | x                         | nicht im Finale der besten acht Springerinnen   | nicht im Finale der besten acht Springerinnen   | nicht im Finale der besten acht Springerinnen   |
| DOP   | Chrysopigi Devetzi | Griechenland        |              |                           |                           |                           |                                                 |                                                 |                                                 |
| DOP   | Anna Pjatych       | Russland            |              |                           |                           |                           |                                                 |                                                 |                                                 |

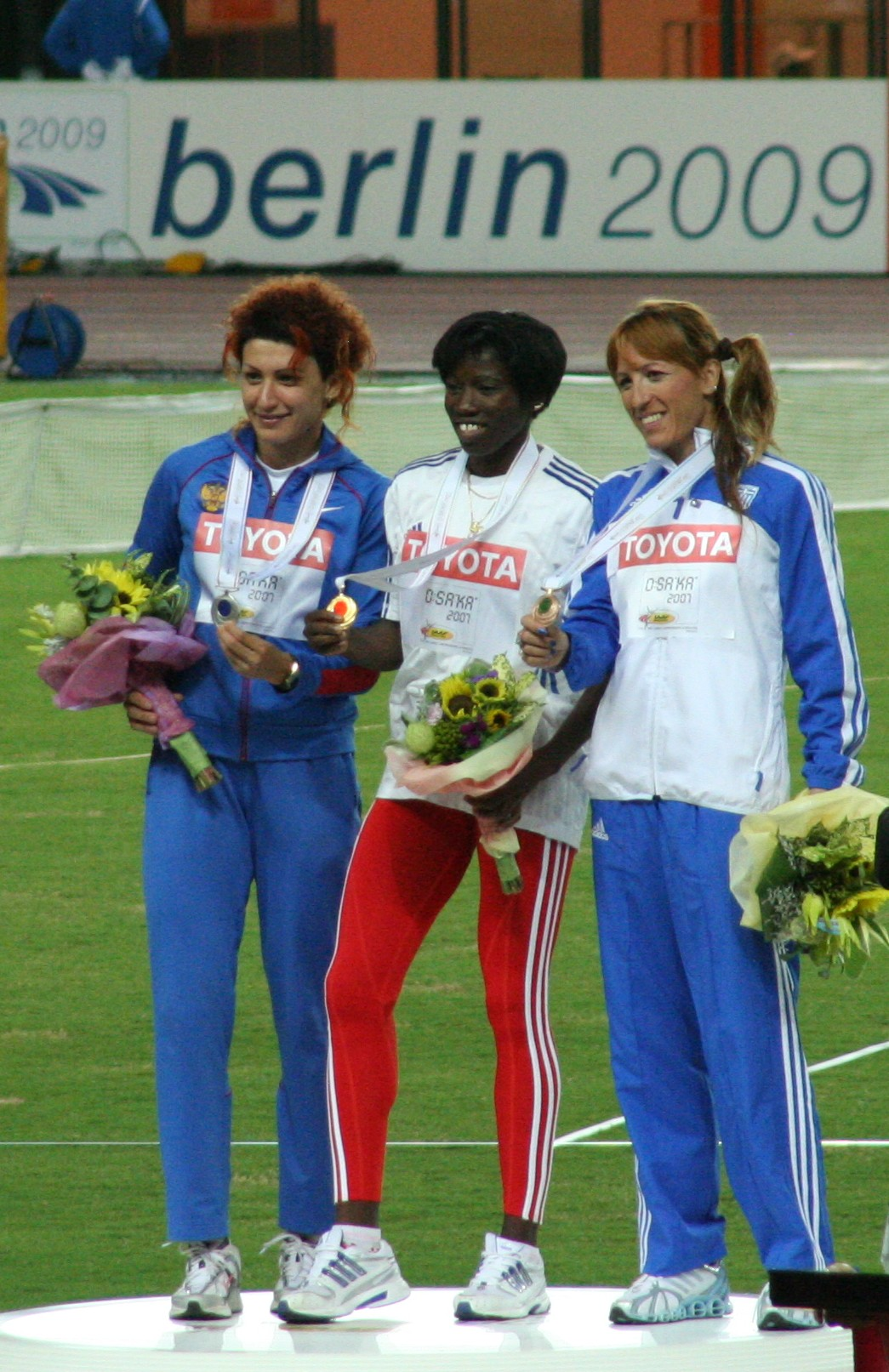
Siegerehrung für die Dreispringerinnen – hier noch mit der gedopten Chrysopigi Devetzi als Drittplatzierte (rechts)
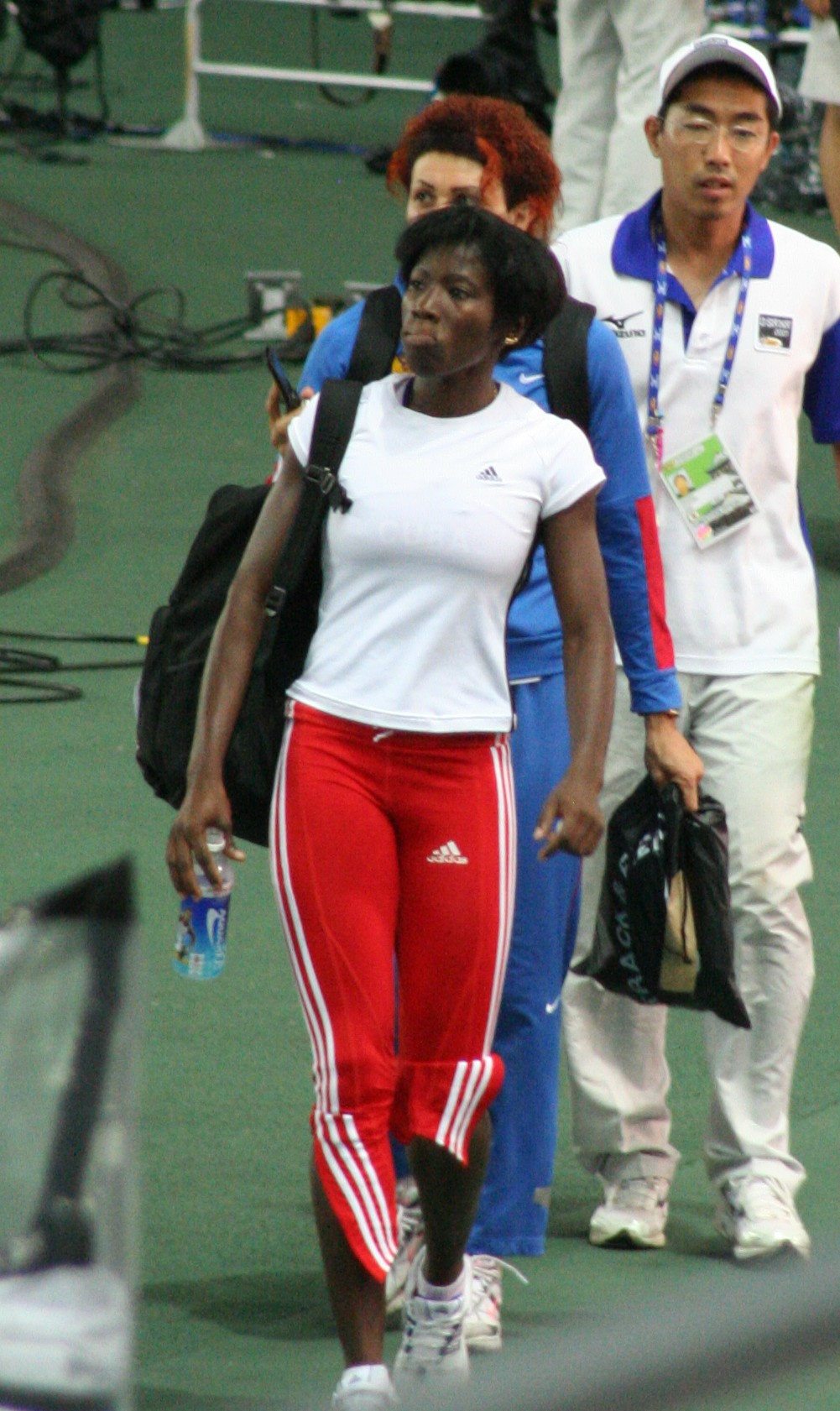
Yargelis Savigne – 2005 auf Platz zwei und nun Weltmeisterin
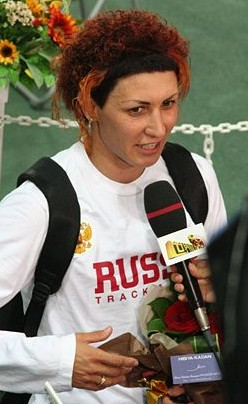
Vizeweltmeisterin Tatjana Lebedewa im Interview – 2001 und 2003 hatte sie den Titel gewonnen und war hier drei Tage zuvor Weltmeisterin im Weitsprung geworden

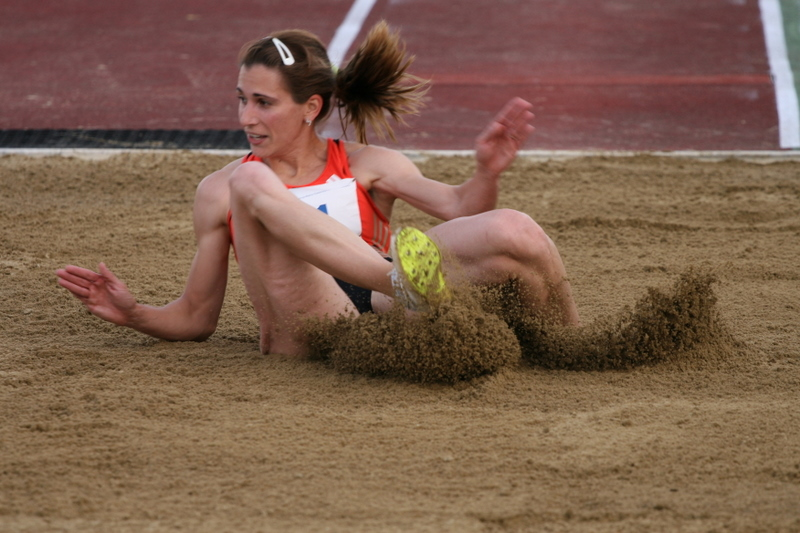
Bronzemedaillengewinnerin Marija Šestak
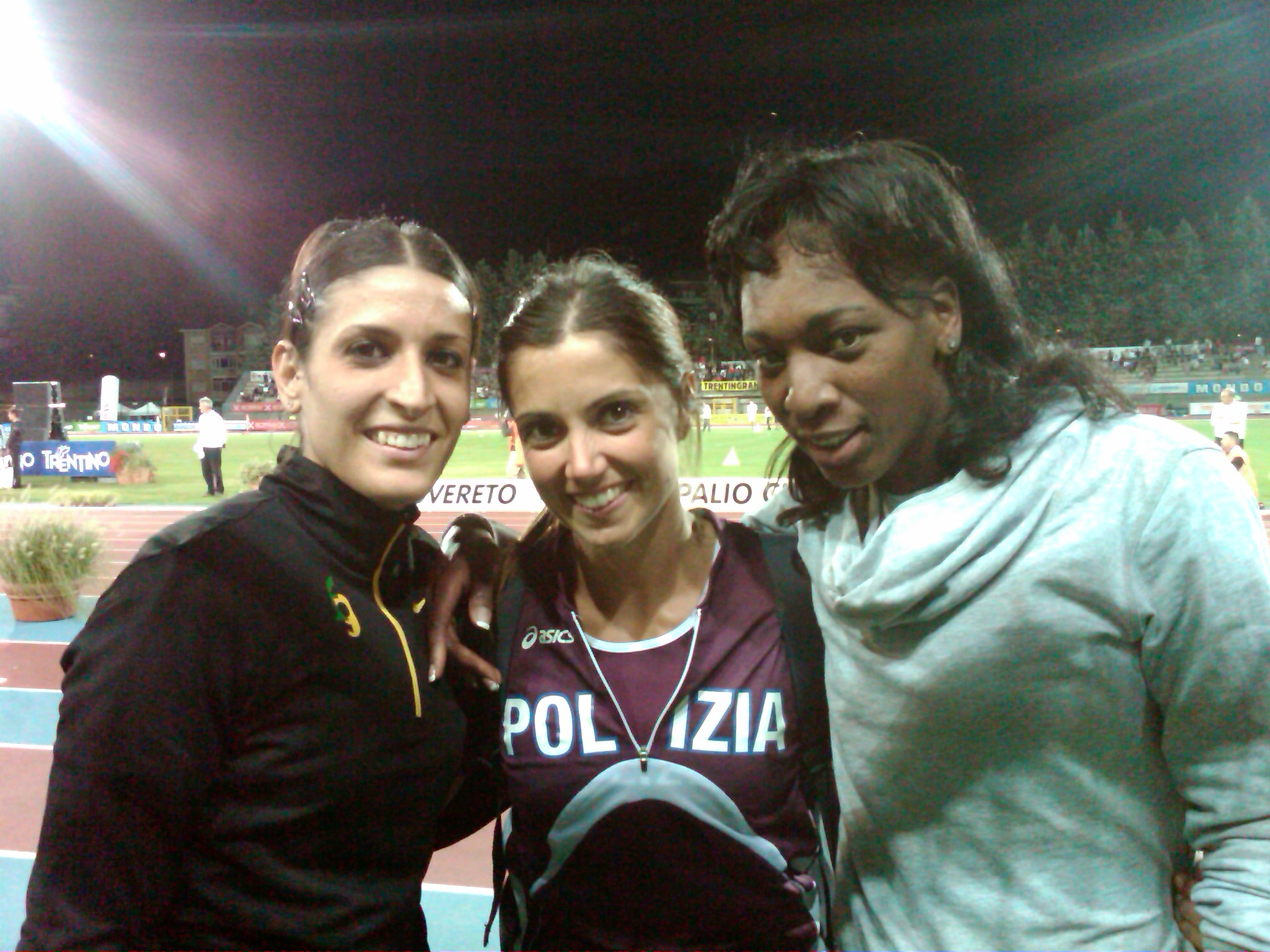
Magdelín Martínez (rechts) kam auf den vierten Platz
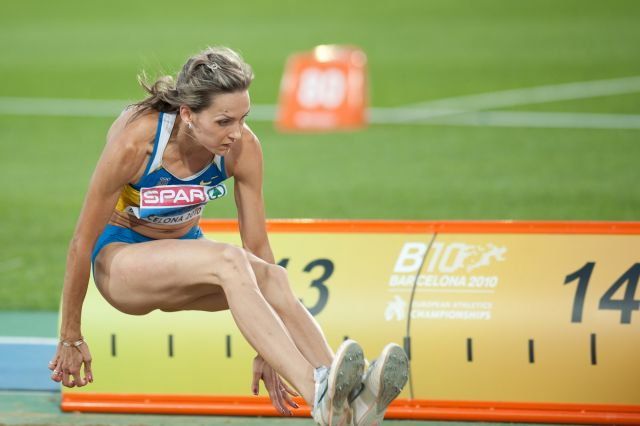
Olha Saladucha erreichte Platz fünf
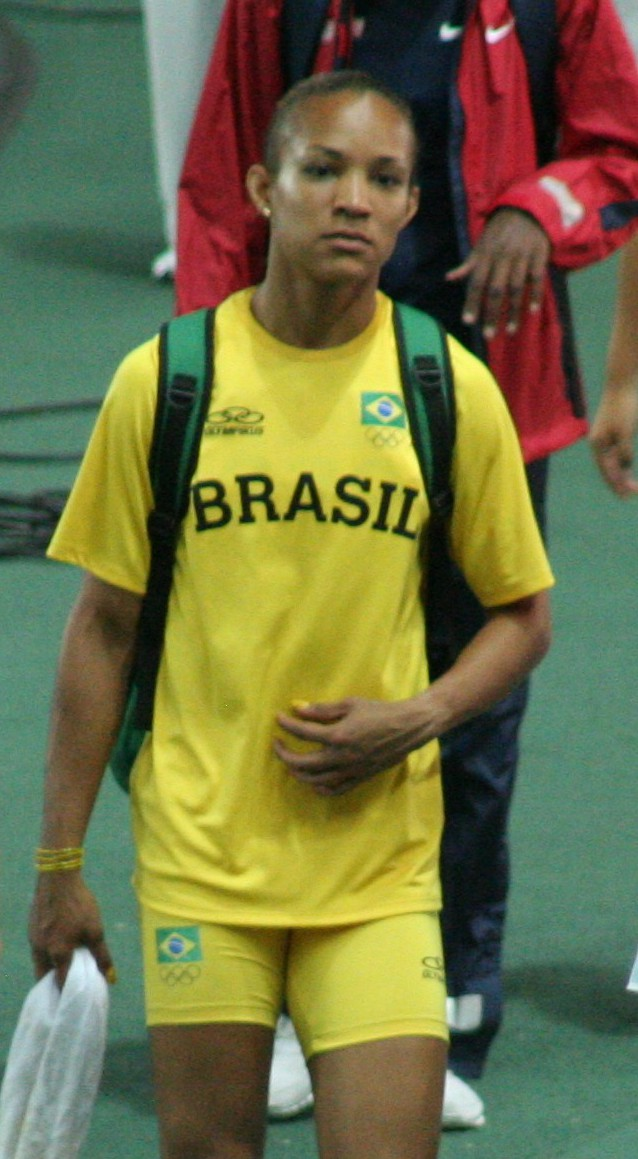
Keila Costa belegte Rang sieben
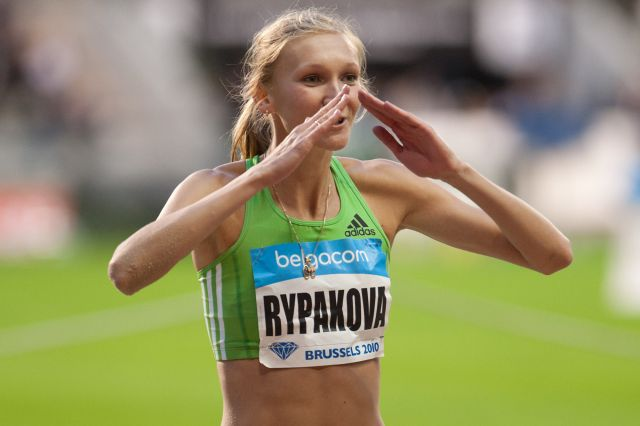
Die neuntplatzierte Olga Rypakowa
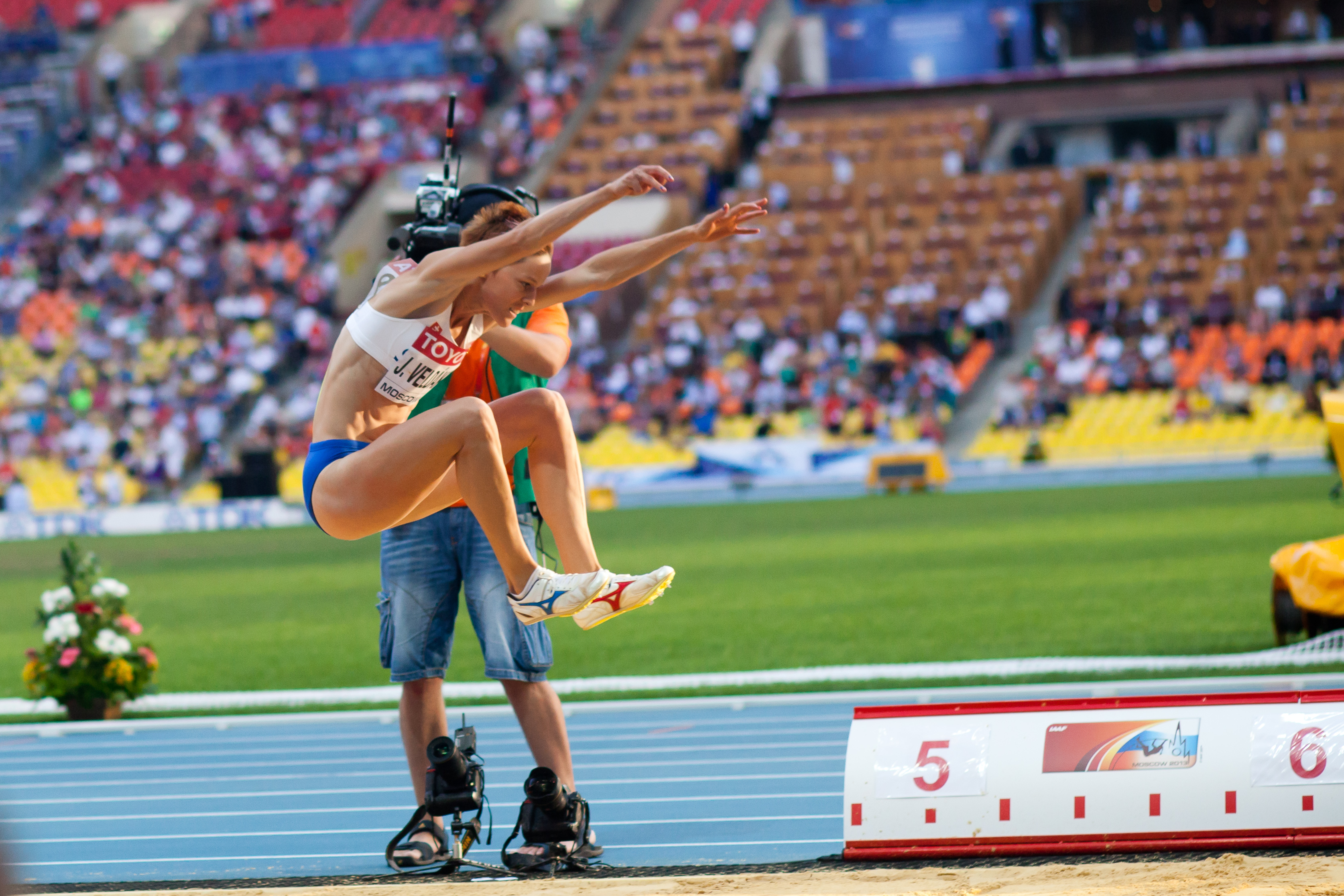
Jana Velďáková wurde Zehnte
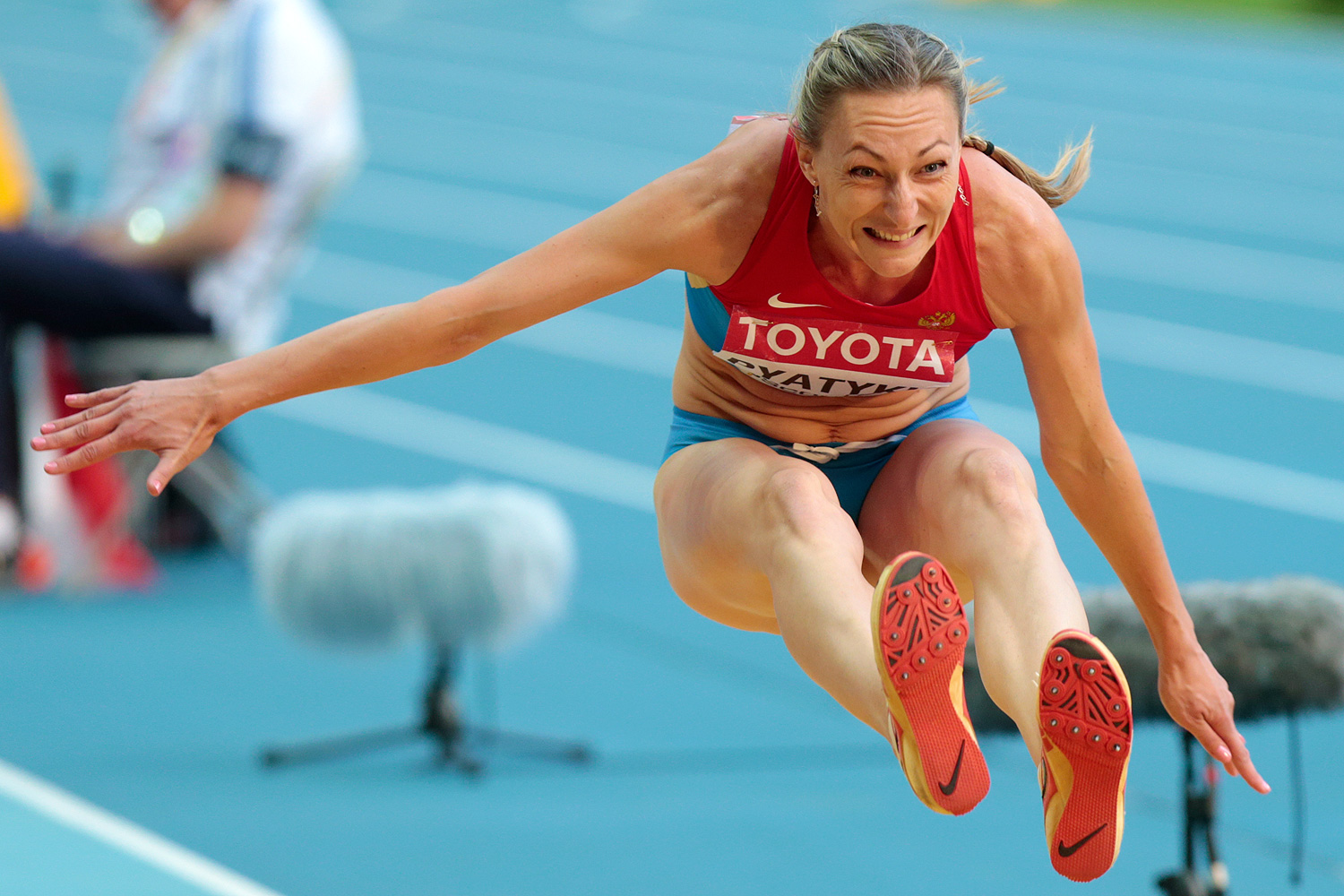
Dopingsünderin Anna Pjatych